# Rooijakkers over de vloer
Rooijakkers over de vloer was een Nederlands televisieprogramma dat sinds 2019 wordt uitgezonden door RTL 4 en Videoland. De presentatie van het programma is in handen van Art Rooijakkers die tevens de naamgever van het programma is. Het programma is de officieuze opvolger van Van der Vorst ziet sterren. Op 19 januari 2022 werd het programma gepresenteerd door Ewout Genemans omdat Rooijakkers positief werd getest op corona.

## Format
In het programma gaat presentator Art Rooijakkers iedere aflevering op bezoek bij één of meerdere bekende Nederlanders die hem rondleiden in hun huis en/of een andere vertrouwde omgeving om hun levensverhaal in een interview af te leggen. Tijdens de eerste twee seizoen van het programma ging Rooijakkers bij de meeste afleveringen bij twee verschillende bekende Nederlanders langs. Vanaf het derde seizoen gaat hij standaard maar bij één bekende Nederlander langs, hierbij kan het wel voorkomen dat de eventuele bekende partner ook erbij betrokken wordt.

## Seizoenen

### Overzicht
| Seizoen | Uitzenduren                 | Aantal afleveringen | Start seizoen     | Start seizoen | Einde seizoen    | Einde seizoen | Gemiddelde kijkcijfers |
| Seizoen | Uitzenduren                 | Aantal afleveringen | Datum             | Kijkcijfers   | Datum            | Kijkcijfers   | Gemiddelde kijkcijfers |
| ------- | --------------------------- | ------------------- | ----------------- | ------------- | ---------------- | ------------- | ---------------------- |
| 1       | Woensdag 21:30 – 22:30 uur  | 9                   | 23 oktober 2019   | 507.000       | 18 december 2019 | 521.000       | 597.111                |
| 2       | Donderdag 21:30 – 22:00 uur | 8                   | 3 september 2020  | 656.000       | 22 oktober 2020  | 682.000       | 663.500                |
| 3       | Woensdag 21:30 – 22:00 uur  | 10                  | 3 maart 2021      | 769.000       | 12 mei 2021      | 987.000       | 925.300                |
| 4       | Donderdag 21:30 – 22:00 uur | 9                   | 2 septemeber 2021 | 717.000       | 28 oktober 2021  | 613.000       | 603.333                |
| 5       | Woensdag 21:30 – 22:00 uur  | 11                  | 5 januari 2022    | 586.000       | 23 maart 2022    | 659.000       | 612.000                |
| 6       | Zondag 21:00 – 21:30 uur    | 8                   | 14 mei 2023       | 719.000       | 2 juli 2023      | 619.000       | 674.500                |
| 7       | Zondag 21:00 – 21:30 uur    | 9                   | 5 mei 2024        | 623.000       | 30 juni 2024     | 388.000       | 580.333                |

### Seizoen 1 (2019)
| Aflevering | Uitzenddatum     | Op bezoek bij                         | Op bezoek bij                 | Kijkcijfers |
| ---------- | ---------------- | ------------------------------------- | ----------------------------- | ----------- |
| 1          | 23 oktober 2019  | Ronald Koeman                         | Rick Astley                   | 507.000     |
| 2          | 30 oktober 2019  | Frank Lammers en Eva Posthuma de Boer | Krezip                        | 699.000     |
| 3          | 6 november 2019  | Hans Klok                             | Martine Sandifort             | 526.000     |
| 4          | 13 november 2019 | Simon en Annemarie Keizer             | Sergio Herman                 | 696.000     |
| 5          | 20 november 2019 | Raymond van Barneveld                 | Nicky Romero                  | 540.000     |
| 6          | 27 november 2019 | Nicolette van Dam en Bas Smit         | Koen Verweij en Jutta Leerdam | 476.000     |
| 7          | 4 december 2019  | Caroline Tensen                       | Rob Jetten                    | 702.000     |
| 8          | 11 december 2019 | Patricia Paay                         | Mart Visser                   | 707.000     |
| 9          | 18 december 2019 | René en Natasja Froger                | Maarten van Rossem            | 521.000     |

### Seizoen 2 (2020)
| Aflevering | Uitzenddatum      | Op bezoek bij                      | Op bezoek bij                      | Kijkcijfers |
| ---------- | ----------------- | ---------------------------------- | ---------------------------------- | ----------- |
| 1          | 3 september 2020  | Jim Bakkum en Bettina Holwerda     | Jim Bakkum en Bettina Holwerda     | 656.000     |
| 2          | 10 september 2020 | Angela Groothuizen                 | Angela Groothuizen                 | 606.000     |
| 3          | 17 september 2020 | Snelle                             | Snelle                             | 436.000     |
| 4          | 24 september 2020 | Dinand Woesthoff en Lucy Woesthoff | Dinand Woesthoff en Lucy Woesthoff | 763.000     |
| 5          | 1 oktober 2020    | Catherine Keyl                     | Suzan & Freek                      | 689.000     |
| 6          | 8 oktober 2020    | Gert Verhulst                      | Froukje de Both                    | 569.000     |
| 7          | 15 oktober 2020   | Hugo de Jonge                      | Hugo de Jonge                      | 907.000     |
| 8          | 22 oktober 2020   | Frank & Rogier                     | Tineke Schouten                    | 682.000     |

### Seizoen 3 (voorjaar 2021)
| Aflevering | Uitzenddatum  | Op bezoek bij           | Kijkcijfers |
| ---------- | ------------- | ----------------------- | ----------- |
| 1          | 3 maart 2021  | Geraldine Kemper        | 769.000     |
| 2          | 10 maart 2021 | Danny Vera              | 1.035.000   |
| 3          | 24 maart 2021 | Stefano Keizers         | 779.000     |
| 4          | 31 maart 2021 | Jan Dulles              | 1.022.000   |
| 5          | 7 april 2021  | Ernst Daniël Smid       | 957.000     |
| 6          | 14 april 2021 | Lucille Werner          | 835.000     |
| 7          | 21 april 2021 | Francis van Broekhuizen | 1.062.000   |
| 8          | 28 april 2021 | Richard Groenendijk     | 1.101.000   |
| 9          | 5 mei 2021    | Rolf Sanchez            | 706.000     |
| 10         | 12 mei 2021   | Dionne Stax             | 987.000     |

In de uitzending van 24 maart 2021 zou Rooijakkers oorspronkelijk bij Bilal Wahib langs gaan. Echter werd deze uitzending geschrapt vanwege een omstreden filmpje dat rondging van de zanger.

### Seizoen 4 (najaar 2021)
| Aflevering | Uitzenddatum      | Op bezoek bij              | Kijkcijfers |
| ---------- | ----------------- | -------------------------- | ----------- |
| 1          | 2 september 2021  | Kim Kötter en Jaap Reesema | 717.000     |
| 2          | 9 september 2021  | Marlijn Weerdenburg        | 551.000     |
| 3          | 16 september 2021 | Jan de Hoop                | 587.000     |
| 4          | 23 september 2021 | Tony Junior                | 685.000     |
| 5          | 30 september 2021 | Willeke Alberti            | 618.000     |
| 6          | 7 oktober 2021    | Caroline van der Plas      | 598.000     |
| 7          | 14 oktober 2021   | Glennis Grace              | 475.000     |
| 8          | 21 oktober 2021   | Sander Lantinga            | 586.000     |
| 9          | 28 oktober 2021   | Douwe Bob                  | 613.000     |

### Seizoen 5 (2022)
| Aflevering | Uitzenddatum     | Op bezoek bij                         | Kijkcijfers |
| ---------- | ---------------- | ------------------------------------- | ----------- |
| 1          | 5 januari 2022   | Donnie                                | 586.000     |
| 2          | 12 januari 2022  | Bonnie St. Claire                     | 637.000     |
| 3          | 19 januari 2022  | Dyantha Brooks                        | 531.000     |
| 4          | 26 januari 2022  | Diederik Ebbinge en Roosmarijn Luyten | 687.000     |
| 5          | 2 februari 2022  | Kees van der Spek                     | 688.000     |
| 6          | 9 februari 2022  | Patrick Martens                       | 562.000     |
| 7          | 16 februari 2022 | Hans Kazàn                            | 673.000     |
| 8          | 23 februari 2022 | Robert Doornbos en Chantal Bles       | 606.000     |
| 9          | 2 maart 2022     | Willibrord Frequin                    | 603.000     |
| 10         | 9 maart 2022     | Tino Martin                           | 500.000     |
| 11         | 23 maart 2022    | Loiza Lamers                          | 659.000     |

### Seizoen 6 (2023)
| Aflevering | Uitzenddatum | Op bezoek bij      | Kijkcijfers |
| ---------- | ------------ | ------------------ | ----------- |
| 1          | 14 mei 2023  | Leonie ter Braak   | 719.000     |
| 2          | 21 mei 2023  | Frans Bauer        | 930.000     |
| 3          | 28 mei 2023  | Jort Kelder        | 708.000     |
| 4          | 4 juni 2023  | Edson da Graça     | 652.000     |
| 5          | 11 juni 2023 | Flemming           | 502.000     |
| 6          | 18 juni 2023 | Simone Kleinsma    | 568.000     |
| 7          | 25 juni 2023 | Nicolette Kluijver | 698.000     |
| 8          | 2 juli 2023  | Robert de Hoog     | 619.000     |

### Seizoen 7 (2024)
| Aflevering | Uitzenddatum | Op bezoek bij                      | Kijkcijfers |
| ---------- | ------------ | ---------------------------------- | ----------- |
| 1          | 5 mei 2024   | Rico Verhoeven                     | 623.000     |
| 2          | 12 mei 2024  | Erik van Looy                      | 606.000     |
| 3          | 19 mei 2024  | Nick Schilder                      | 722.000     |
| 4          | 26 mei 2024  | Lieke Martens                      | 671.000     |
| 5          | 2 juni 2024  | Jordi en Sander Huisman            | 646.000     |
| 6          | 9 juni 2024  | Patty Brard                        | 636.000     |
| 7          | 16 juni 2024 | Bertrie Wierenga en Dorian Bindels | 518.000     |
| 8          | 23 juni 2024 | Gijs Rademaker                     | 413.000     |
| 9          | 30 juni 2024 | Bizzey                             | 388.000     |